# Чистилище (фільм, 1997)
«Чистилище» — російська військова драма 1997 року, заснована на подіях штурму Грозного взимку 1994—1995 року в ході початкового етапу Першої російсько-чеченської війни.
Картина знята в натуралістичній манері, рясніє вкрай жорстокими сценами насильства. Весь екранний час займають інтенсивні бойові дії, зняті в псевдодокументальному стилі.

## Сюжет
У центрі сюжету картини бої за комплекс міської лікарні в Грозному, зайнятому російськими військами на чолі з полковником Віталієм Суворовим, що втратив око під час снайперського обстрілу, з радіопозивним «Замет-2» (Віктор Степанов).
4 січня 1995 року група чеченських бойовиків на чолі з польовим командиром Дукузом Ісрапіловим (Дмитро Нагієв) оточують лікарню і приступають до штурму. На боці чеченців воюють: афганські моджахеди, араби, негри, українські націоналісти з  УНА-УНСО, снайперші з Прибалтики. Положення ускладнюється ще й тим, що через відсутність зв'язку зі штабом та іншими частинами федеральних військ, що по ним влучає своя ж мінометна артилерія. На допомогу«Замету-2» проривається на вантажівці з «вантажем 200» група розвідників із спецназа  ГРУ (з позивними «Кобра», «Пітерський» та «Холостяк»).
Після цього спецназівці, засвідчивши свої особи, з'єднуються зі своїм товаришем (позивний «Гюрза»), який очолює підрозділ спецназу ГРУ, який воює у складі федеральних військ, які ведуть бій за хірургічний корпус вищезгаданої лікарні. Підчас запеклих боїв мотострілки та спецназівці втрачають хірургічний корпус, зазнавши важких втрат (згодом «Кобра» згадує про 40 загиблих у втраченому хірургічному корпусі). Невеликій групі федералів вдається пробитися із захопленого бойовиками хірургічного корпусу до «Замета-2», зокрема «Кобрі», «Гюрзі», «Пітерському» і «Холостяку».
Суворов та Ісрапілов ведуть діалог в ефірі. У ході одного з сеансів зв'язку Дукуз «рекомендує» полковнику «прибрати мерців», тому що він не зможе утримати афганців від знущань над мертвими (раніше показувалося, як афганці відрізали голови російським військовополоненим і відстрілювали їх за допомогою РПГ на позиції федералів, деморалізуючи молодих солдатів, пізніше є сцени, де бойовики мочаться на трупи загиблих військовослужбовців). «Замет-2» наказує єдиному танку, що залишився в нього Т-80 «ховати хлопців», тобто знищити трупи за допомогою гусениць танка. Після пояснення причин таких дій командир танка (позивний «Коробочка-2») погоджується виконати наказ. Трупи знищуються, а бійці віддають солдатам «салют» залпом зі своєї зброї.
«Замет-2», зібравши в себе бійців спецназу ГРУ, висловлює невдоволення їх діями (маючи на те деякі підстави — спецназівці не змогли утримати хірургічний корпус), пояснюючи свої претензії тим, що в нього лише вони (спецназівці) та танкіст є боєздатними солдатами. Після цієї розмови спецназівці знаходять командира танка та пропонують йому підкинути їх до лікарняного корпусу, де закріпилися чеченці. Наводчик протестує, впевнений у тому, що їх спалять бойовики, але командир після недовгих коливань погоджується на авантюру. У ході вилазки йому вдається закинути бійців спецназу до корпусу, які з боєм прориваються всередину, а самому відвернути увагу бойовиків на свій танк.
Незважаючи на постійне маневрування і використання в якості укриттів від вогню РПГ кістяків раніше знищеної авто-і бронетехніки, бойовикам все ж таки вдається знерухомити танк, пошкодивши йому ходову частину. Механік-водій танка гине. Ісрапілов пропонує командиру танка Ігорю Григоращенку перейти на бік чеченських бойовиків, обіцяючи хорошу винагороду. Командир бойовиків показує Ігореві перехоплений бойовиками пакет із листівками «Вантаж 200» — єдине, що за його словами, російське командування підготувало до війни. Григоращенко, користуючись наданими Дукузом п’яти  хвилинами на роздуми, виходить на зв'язок з «Коброю», пояснює йому свою диспозицію та уточнює місце розташування кулеметних гнізд супротивника.
Тим часом спецназівці виявляють у хірургічному корпусі російського снайпера, забутого федералами при відході, який сховався серед руїн після захоплення його бойовиками, який потім приєднується до групи «Кобри». Скориставшись 5 хвилинами, даними Дукузом на роздуми Ігорю Григоращенку, група «Кобри» виявляє та знищує литовських снайперів-найманок, що воювали на боці бойовиків.
Григоращенко, йдучи на вірну смерть, обстрілює з танкової гармати корпус лікарні, вбиваючи велику кількість бойовиків. Бойовики, що залишилися в живих, розстрілюють танк з гранатометів, витягають звідти Григоращенка , який втратив ноги і частину руки і розпинають його на хресті з дерев'яних балок. У цей час «Замет-2», отримавши радіоповідомлення від «Кобри» про знищення спецназівцями чеченських снайперів і про великі втрати серед бойовиків від вогню «Коробочки-2», збирає всі сили, у тому числі й поранених, і кидає їх на штурм лікарні. Зазнаючи важких втрат, він вибиває бойовиків із будівлі. Тяжко поранений Дукуз Ісрапілов втрачає свідомість; його намагається винести на собі один із бойовиків, але група «Кобри» знищує їх обох пострілами з автоматичного гранатомета. 
У фінальних титрах картини вказується, що «незабаром лікарняний комплекс у місті Грозному знову був зайнятий чеченськими підрозділами».

## Акторський склад
| Актор              | Роль                                                                                           |
| ------------------ | ---------------------------------------------------------------------------------------------- |
| Віктор Степанов    | [гвардії полковник Савін Іван Олексійович, начальник штаба 131-й омсбр                         |
| Іван Ганжа         | капітан Іван, офіцер 131-й омсбр                                                               |
| Роман Жилкін       | лейтенант Ігор Григоращенко, командир єдиного вцілілого танка Т-80                             |
| Сергій Рост        | Богдан Клец, наводчик-оператор єдиного вцілілого танка Т-80                                    |
| В’ячеслав Бурлачко | «Кобра», спецназівець ГРУ                                                                      |
| Олексій Гущін      | Костя «Пітерський», спецназівець ГРУ                                                           |
| Олександр Баранов  | «Холостяк», спецназівець ГРУ                                                                   |
| Георгій Антонов    | Павло Наришкин, снайпер федеральних військ                                                     |
| Володимир Бєлов    | старшина федеральних військ                                                                    |
| Дмитро Нагієв      | Дукуз Ісрапілов, чеченський польовий командир, колишній хірург міськлікарні м. Грозного        |
| Костянтин Бутаєв   | Ширвані, помічник польового командира Ісрапілова, колишній головлікар міськлікарні м. Грозного |
| Ірина Веселина     | литовська снайпер-найманка, колишня спортсменка-біатлоністка («Білі колготки»)                 |
| Вікторія Матвєєва  | литовська снайпер-найманка, колишня спортсменка-біатлоністка («Білі колготки»)                 |
| Миколай Алексєєв   | Аслан, чеченський бойовик                                                                      |
| Анатолій Федоров   | (епізод)                                                                                       |
| Володимир Риміга   | ( епізод)                                                                                      |
| Євгений Раков      | ( епізод)                                                                                      |
| Юрий Кузнецов      | старшина Оголовьєв ( епізоди не увійшли до фільму)                                             |
| Володимир Гостюхін | полковник Тиртишний, командир бронетанкової колони (епізоди не увійшли до фільму)              |

## Знімальна група
- Автор сценарію — Олександр Невзоров;
- Режисер-постановник — Олександр Невзоров;
- Режисер — Михайло Єрмолов;
- Продюсер — Олександр Невзоров;
- Генеральний продюсер — Борис Березовський;
- Головний оператор — Віктор Михальченко;
- Художник — Юрій Пашигорєв;
- Композитор — Андрій Щепелєв;
- Помічники режисера — Ю. Краснов, Ю. Іларіошкіна.

## Історія зйомок
Картина знімалася в Санкт-Петербурзі: на вулиці Лагоди та в Сестрорєцьку (на території зруйнованої туберкульозної лікарні).